# Ramayana
Le Râmâyana (en sanskrit : रामायण (Rāmāyaṇa)), c'est-à-dire la « Geste de Rāma », est l'une des deux épopées mythologiques composées en langue sanskrite entre les IIIe siècle av. J.-C. et IIIe siècle de notre ère. Constitué de sept chapitres et 24 000 couplets (48 000 vers), c'est le plus court des deux textes et comme le Mahabharata est un des textes fondamentaux de l'hindouisme et de la mythologie hindoue. Le Râmâyana est traditionnellement attribué à l'ermite légendaire Vâlmîki (surnommé « Adi kavi », le « Premier poète »), qui apparaît comme personnage dans les premier et dernier chapitres du poème, lesquels sont considérés comme des compositions un peu plus récentes que les autres.Il existe de nombreuses versions du Ramayana en langues indiennes, notamment des adaptations bouddhistes et jaïnes.

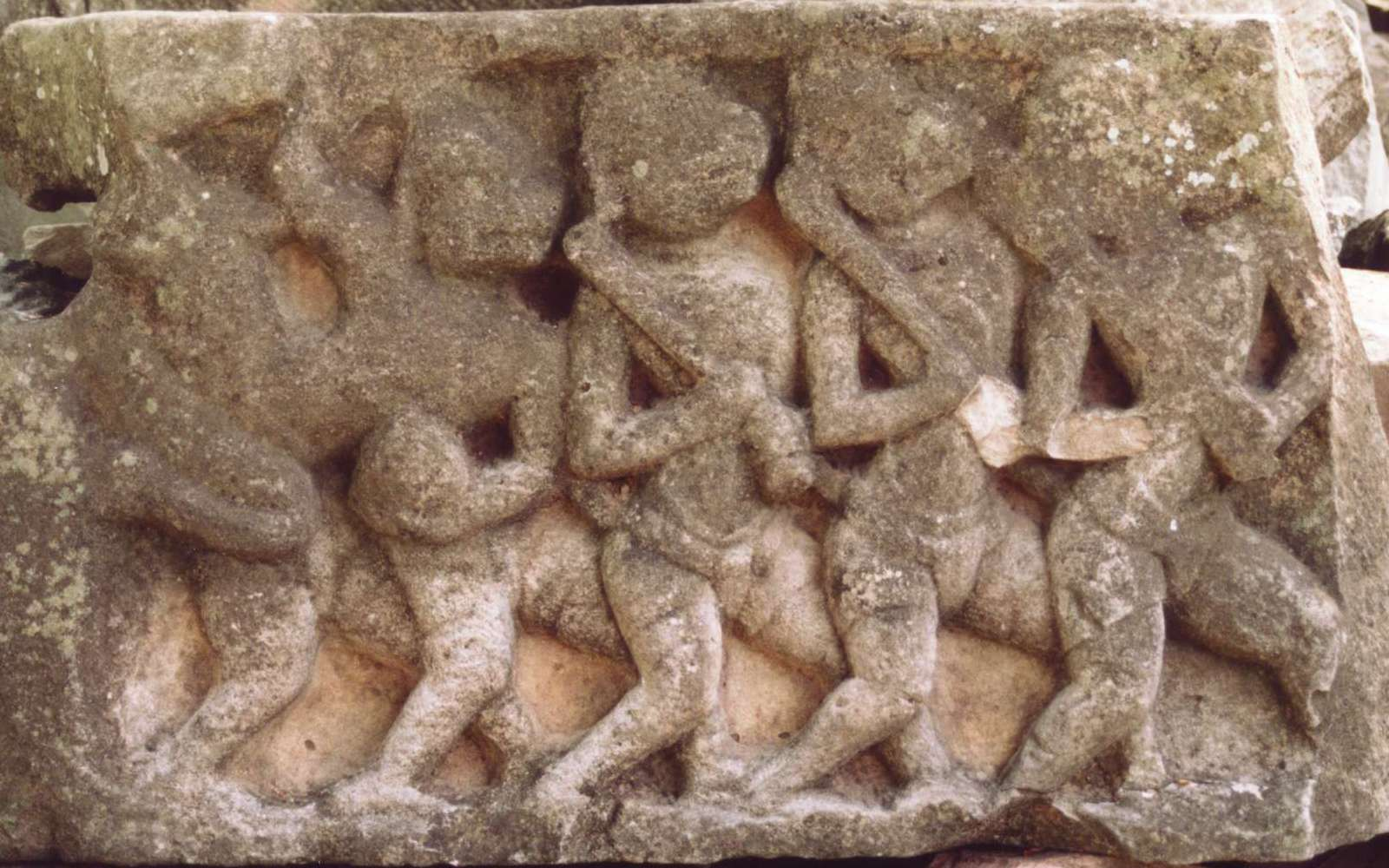
L'armée des singes du Râmâyana, relief khmer du Prasat Hin Phimai (Thaïlande, province de Nakhon Ratchasima).

## Origines et contenu
Le Râmâyana débute par la plainte de la Terre dévastée qui, sous la forme d'une vache (Prithvi), s'adresse à Vishnou et le met face à ses responsabilités, bien avant la naissance de Rāma.
Le poème raconte ensuite la naissance et l'éducation du prince Rāma qui est septième avatar du dieu Vishnou, la conquête de Sītā et son union avec elle, puis leur exil dans la forêt de Dandaka, l'enlèvement de Sītā, sa délivrance et le retour de Rāma sur le trône.
Quand il est écarté du trône de son père Dasharatha dont il est pourtant l'héritier légitime, Rāma s'exile d'Ayodhya, accompagné par Sītā et son frère Lakshmana. Sītā est enlevée par le démon Ravana et emprisonnée à Lanka (généralement identifiée à l'île de Sri Lanka, mais que certains auteurs comme Louis Frédéric placent plutôt sur l'une des sept îles — peut-être l'Heptanesia de Ptolémée — qui sont à l'origine de la ville de Bombay). Après une recherche longue et pénible, Rāma délivre Sītā avec l'aide d'Hanumān, général de l'armée des singes, et tue Ravana. Puis il reprend son trône et gouverne son royaume avec une grande sagesse.
Dans une partie qui constitue très probablement un ajout ultérieur, Sītā est accusée par la rumeur publique d'avoir commis un adultère au cours de sa captivité. Bien qu'innocente, elle quitte Rāma en emmenant ses fils, puis elle est recueillie par l'ermite Vālmīki. Après des années, l'injustice est réparée et Sītā retourne avec Rāma.
Le Râmâyana comprend sept livres :

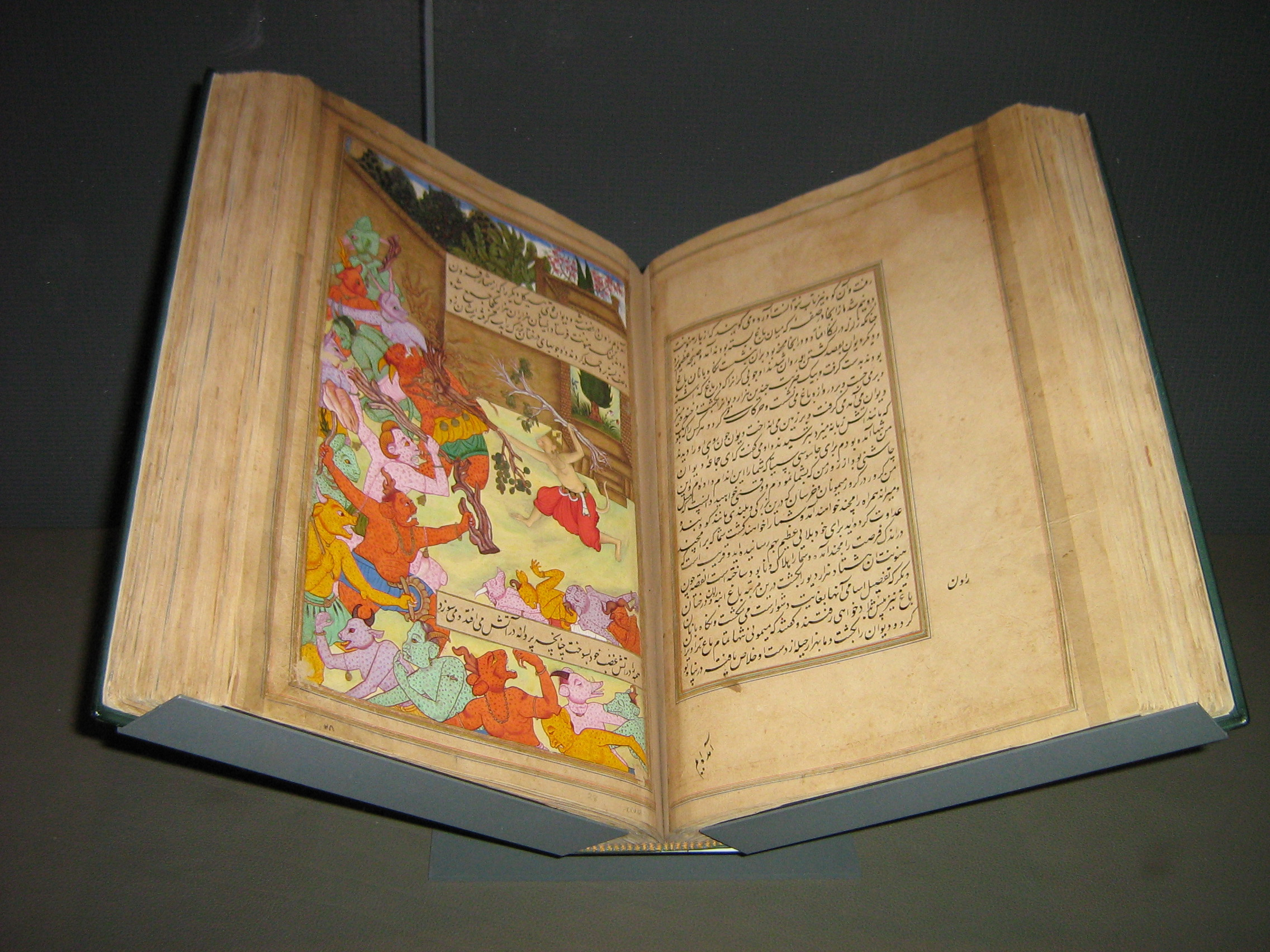
Manuscrit d'une version en Ą du Râmâyaṇa, fin du XVIe siècle.

1. Bâlakânda (बालकाण्डम्) ou le Livre de la jeunesse
2. Ayodhyâkânda (अयोध्याकाण्डम्) ou le Livre d'Ayodhyâ
3. Aranyakânda (अरण्यकाण्डम्) ou le Livre de la forêt
4. Kishkindhâkânda (किष्किन्धाकाण्डम्) ou le Livre de Kishkindhâ (le royaume des singes)
5. Sundarakânda (सुन्दरकाण्डम्) ou le Livre de Sundara (un autre nom d'Hanumān)
6. Yuddhakânda (युद्धकाण्डम्) ou le Livre de la guerre (de Lanka)
7. Uttarakânda (उत्तरकाण्डम्) ou le Livre de l'au-delà

## Analyse
Le Râmâyana contient de nombreux récits védiques mais il n'est pas exclusivement religieux. Il contient aussi des récits légendaires, mythiques ou cosmogoniques (la formation de la Terre vue par les brahmanes). Sa récitation a valeur de dévotion dans la religion brahmanique (qui précède l'hindouisme). Certaines des scènes du poème sont par ailleurs régulièrement reprises dans divers éléments de la culture de l'Asie du Sud (théâtre dansé de l'Inde du Sud nommé kathakali) et du Sud-Est.
Il demeure ainsi très populaire non seulement dans l'Inde actuelle, mais également en Indonésie, et son récit est largement connu dans le reste de l'Asie du Sud-Est (Cambodge, Thaïlande, Malaisie, Birmanie, Laos) grâce aux nombreuses traductions en langues vernaculaires et aux recensions, dont la plus célèbre reste celle du poète indien Tulsidas qui date du XVIe siècle.

On connaît également des versions dans d'autres langues d'Asie : en awadhi (Tulsîdâs: Rāmacaritamānasa), en khmer (Ramakerti, « gloire de Rama »), en thaï (Ramakien, « Gloire de Râma ») ou en lao (Phra Lak Phra Ram) et en malais (Hikayat Seri Rama (en)). Le Râmâyana a aussi été traduit en vieux-javanais (ou kawi) vers 870.

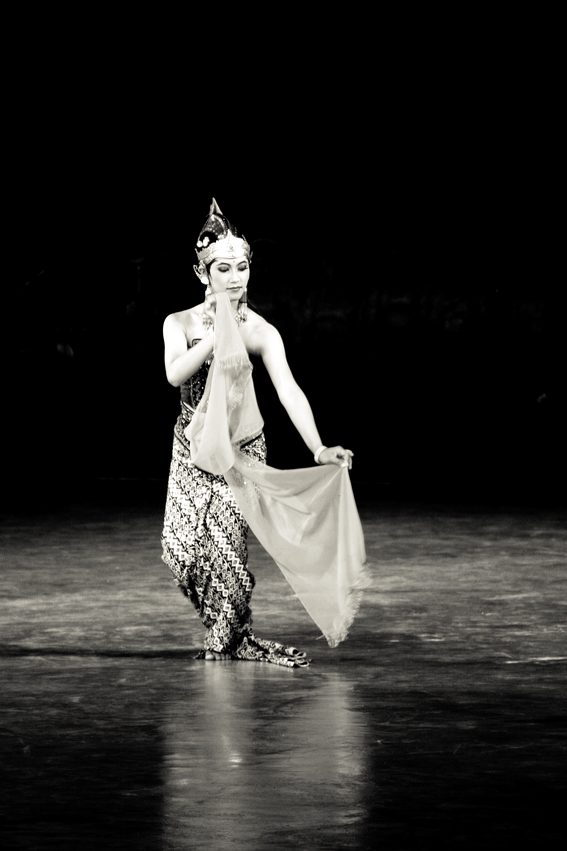
La princesse Sītā, dans une version dansée javanaise du Râmâyana.
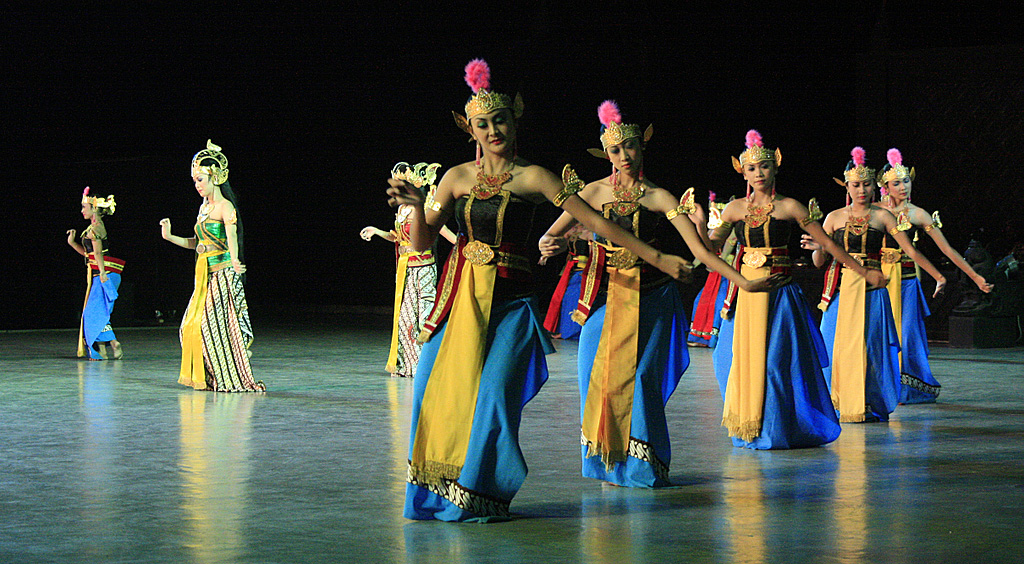
Une autre version javanaise du Râmâyana.
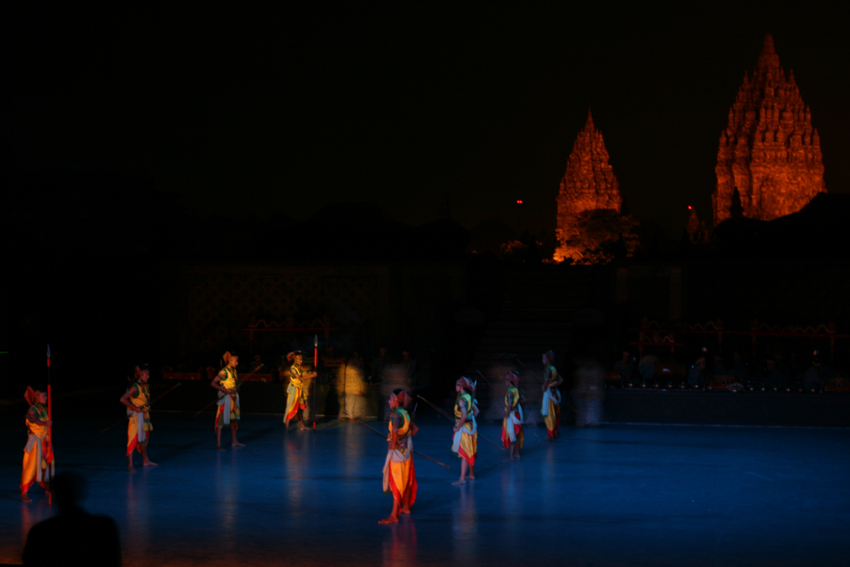
Le spectacle du Râmâyana au temple de Prambanan, Java.
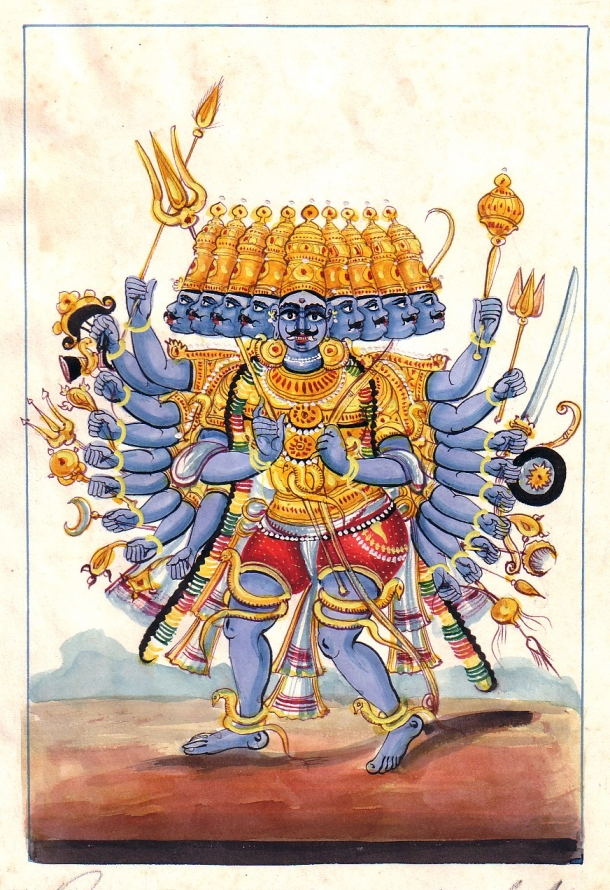
Le démon Rāvana.

## Adaptations et réécritures

### Littérature
L'écrivain et journaliste indien Ashok K. Banker a réécrit le Râmâyana sous la forme d'une suite romanesque de fantasy, Le Râmâyana. La série compte huit volumes, parus entre 2003 et 2012.

### Cinéma

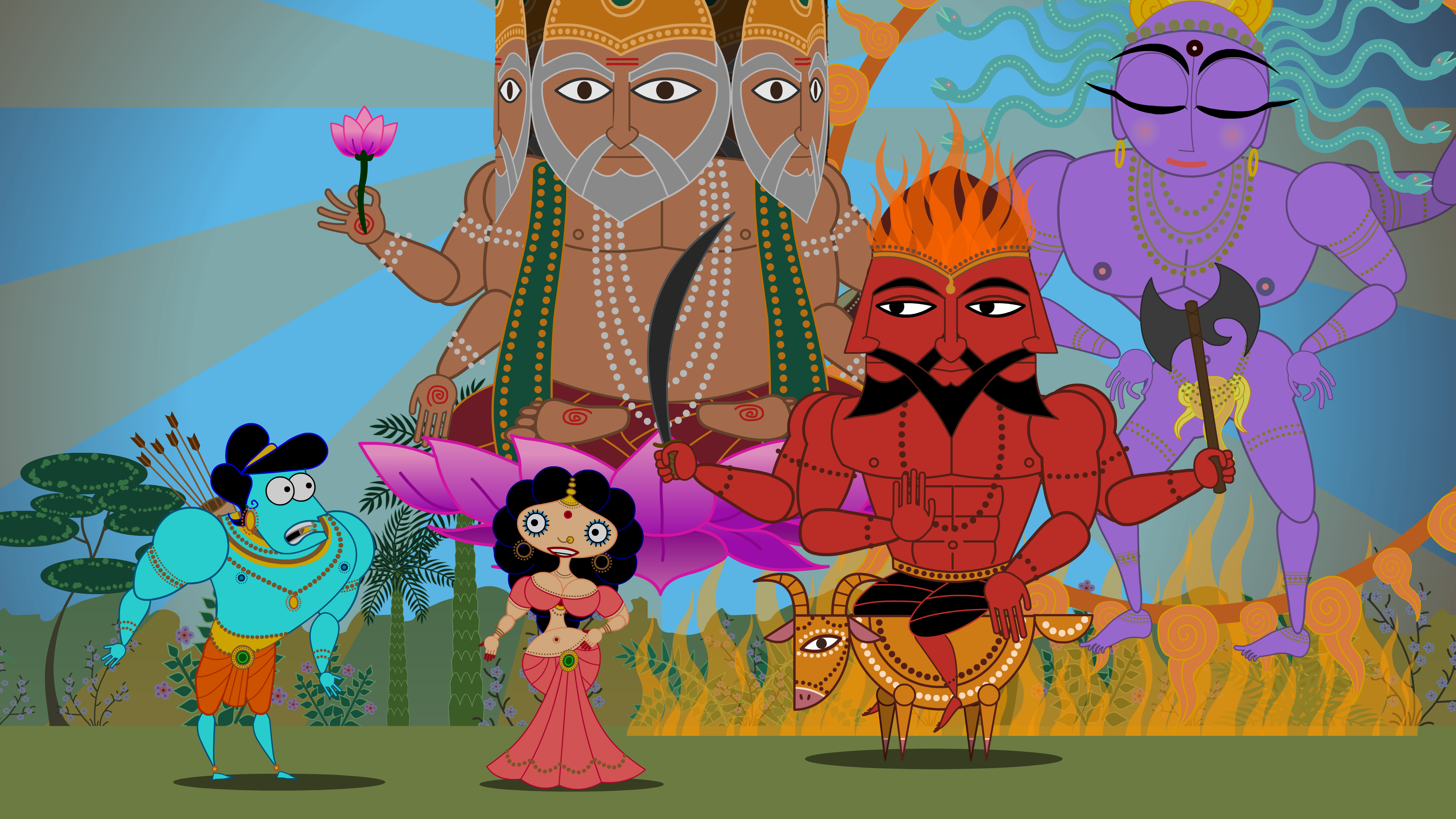
Les dieux Brahma, Agni et Shiva (de gauche à droite) attestent de la pureté de Sita, tandis que Râma, surpris, regarde son épouse. Image tirée de Sita Sings the Blues.

Le Râmâyana a fait l'objet d'une adaptation en long-métrage d'animation indo-japonais, Ramayana: The Legend of Prince Rama, réalisé par Yugo Sako et Ram Mohan et sorti en 1992. En 2005 sort une nouvelle adaptation en film d'animation, américaine cette fois : Sita Sings the Blues de la réalisatrice Nina Paley, qui remporte plusieurs récompenses. Une nouvelle adaptation directe en film d'animation, cette fois indienne et en image de synthèses, sort en 2010 : Ramayana: The Epic, réalisée par Chetan Desai.

### Opéra
Râmâyana est également un opéra en un acte et cinq tableaux, commande de l’Opéra de Massy au compositeur Olivier Calmel, sur un livret de Damien Lecamp. La création a eu lieu le vendredi 3 juin 2022 à l'Opéra de Massy, dans une mise en scène d'Alexandra Iarca.

#### Traductions
- Le Râmâyana (trad. Hippolyte Fauche), 9 vol., 1854-1858. Rééd. en 2 vol. Paris, Librairie Internationale, 1864. [Lire en ligne le vol. 1 (page consultée le 8 octobre 2024)] / [Lire en ligne le vol. 2 (page consultée le 8 octobre 2024)]
- Le Râmâyana de Vâlmîki (trad. Alfred Roussel), Paris, Librairie d'Amérique et d'Orient Adrien Maisonneuve, coll. « Bibliothèque orientale », 3 vol., 1903-1907 Réimpression en 1979 :  (ISBN 978-2-7200-0366-0). (Présentation de l'éditeur)
- Le Râmâyana de Vâlmîki (édition publiée sous la direction de Madeleine Biardeau et Marie-Claude Porcher), Gallimard, coll. « Bibliothèque de la Pléiade », 1999, 1904 p.  (ISBN 2-07-011294-2)
- Le Râmâyana de Vâlmîki illustré par les miniatures indiennes du XVIe au XIXe siècle, 7 vol. et 660 miniatures, Éditions Diane de Selliers, coll. « La grande collection », 2011,  (ISBN 978-2-903-65676-8) Préface de B. N. Goswamy (en). Iconographie et commentaire des oeuvres de Amina Taha-Hussein Okada. Traduction intégrale sous la direction de Madeleine Biardeau et Marie-Claude Porcher. // Rééd. en version abrégée (choix des textes par D. de Selliers), avec 220 miniatures, Éd. Diane de Selliers, 2024, 447 p.  (ISBN 978-2-364-37140-8)
- Ramakerti I. « La Gloire de Rama ». Drame épique médiéval du Cambodge (trad. Grégory Mikaelian et Saveros Pou), Éditions L'Harmattan, 2007, 442 p.  (ISBN 978-2-296-03977-3)
- La Gloire de Râma (Râmâkerti)  Extraits du Râmâyana cambodgien (préf. de S. Thierry, Trad. Fr. Martini. Introd. et notes de G. Martini), Paris, Les Belles Lettres, coll. « Le Monde indien », 1978, 244 p. (ISBN 978-2-251-35322-7)

- Jean Marcel, Sous le signe du singe, Montréal, éditions de l'Hexagone, 2001  (ISBN 2-890-06670-3) / rééd. Ramakien. Sous le signe du singe, Pondichéry, éditions Kailash, 2013,  (ISBN 978-2-842-68215-6) (Adaptation par J. Marcel du Ramakien siamois)
- Pournaprema, Les Contes de Ramayana, Sand, 1985, 308 p.  (ISBN 2-710-70309-2) (Adaptation du Râmâyana en français)

#### Études
- Pierre-Sylvain Filliozat (dir.), Dictionnaire des littératures de l'Inde, Paris, PUF, coll. « Quadrige », 2001 (1re éd. 1992), 379 p. (ISBN 978-2-130-52135-8), p. 263-271
- Vasundhara Filliozat : "La mythologie hindoue" - T1 : Visnu, p.85 & suiv., 2014, Éd, AGAMAT,  (ISBN 978-2911166334)
- Louis Frédéric : "Le Nouveau Dictionnaire de la civilisation indienne", Éd intégrale révisée par Dave Dewnarain, Éd. Bouquins, 2018,  (ISBN 978-2221214961)
- Le Courrier de l'UNESCO, « Le Mahabarata et le Rayanama. Deux grandes épopées de l'Asie », Décembre 1967, 48 p. (Avec les contributions de Arthur L. Basham (en), Anil de Silva, B. N. Goswamy (en), Bhagwan D. Garga) [lire en ligne (page consultée le 5 octobre 2024)]
- N. Ramacandra Bhatt : La religion de Siva, 2000, p. 83 & suiv., Ed. Agama,  (ISBN 2911166094)
- (en) Paula Richman (Ed.), Many Ramayanas. The Diversity of a Narrative Tradition in South Asia, Berkeley, University of California Press, 1991, 290 p. (ISBN 978-0-520-07589-4, lire en ligne)
- (en) K. R. S. Srinivasa Iyengar (en) (Ed.), Asian Variations In Ramayana, New Delhi, Sahytia Akademi, 1983, xii + 358 (lire en ligne)